# Armoriale di Casa Gonzaga

Blasonatura araldica dei Gonzaga successiva al 1530. Vi si riconosce la corona ducale sormontata dalla parola fides (fede) che si riferisce al titolo ducale concesso dall'imperatore Carlo V e la scritta in greco Olimpos (Olimpo) che si riferisce all'impresa dell'Olimpo di Federico II Gonzaga.

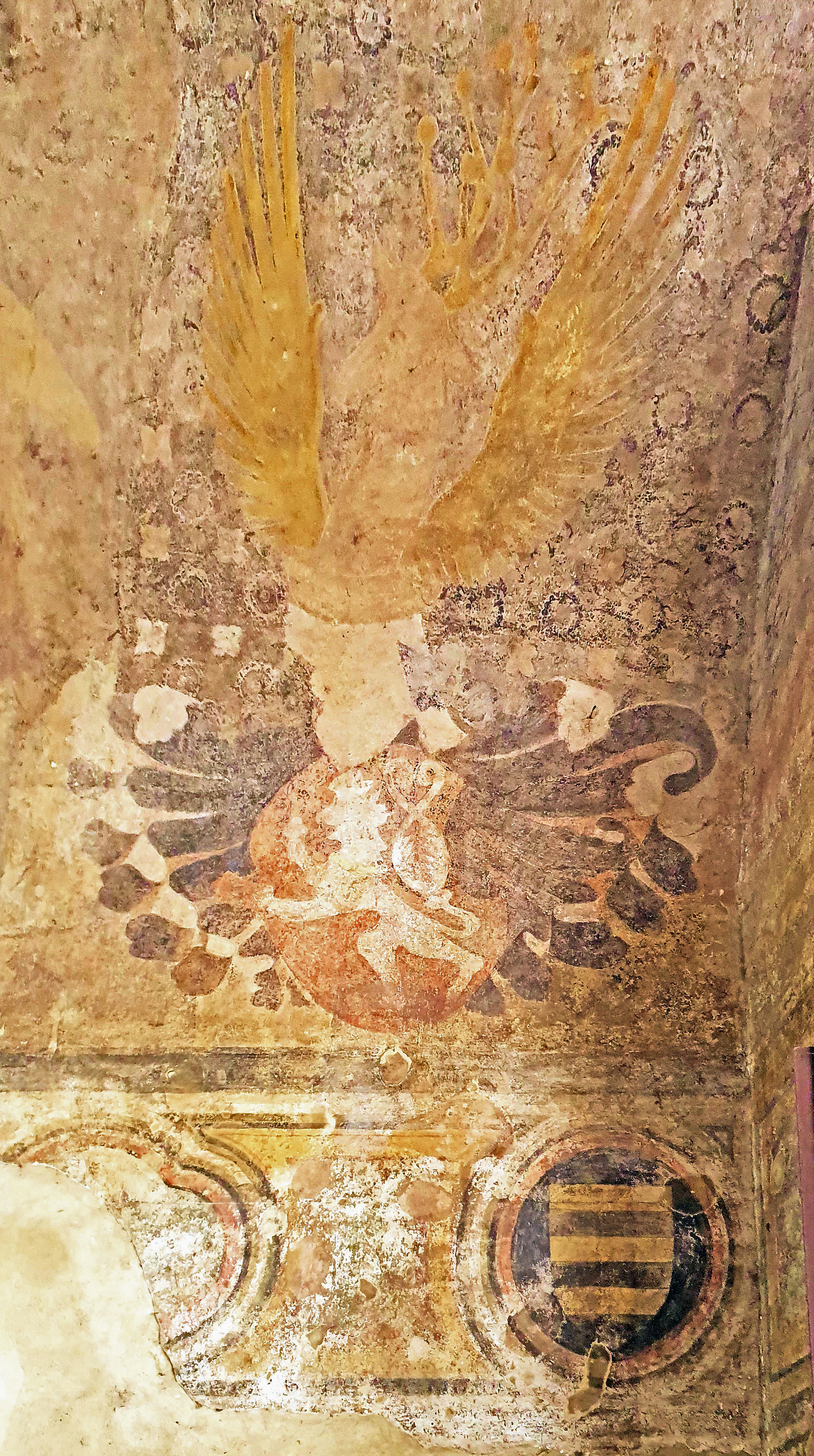
Mantova, Palazzo Ducale, arma dei Gonzaga.

Questo articolo presenta gli stemmi adottati nel corso del tempo dalla famiglia Gonzaga, signori di Mantova dal 1328 al 1707.

## Ramo principale di Mantova
La dinastia dei Gonzaga, durante la loro lunga storia, mutò lo stemma diverse volte.

Con la presa del potere nel 1328, Ludovico I innalzò un semplice stemma a fasce orizzontali nere ed oro. Con la nascita del marchesato, dal 1433 compaiono per la prima volta nello stemma le aquile imperiali a "volo abbassato" e la croce rossa, simbolo dal XII secolo del comune di Mantova, mentre lo scudo originario rimase al centro di dimensione più piccola.

Dal 1575 vennero incluse le insegne delle famiglie nobili con le quali si imparentarono.

### Gonzaga
| Stemma                    | Periodo                       | Blasonatura |
| ------------------------- | ----------------------------- | --- |
|                           | dal XII secolo e fino al 1328 | Stemma primitivo della famiglia Corradi-Gonzaga utilizzato dal XII secolo e sino al 1328, anno della cacciata dei Bonacolsi. Di nero, a tre montoni d'argento, cornati e squillati d'oro. |
|                           | 1328 - 1389                   | Stemma originario della famiglia, adottato da Luigi Gonzaga, I capitano del popolo di Mantova, dopo la cacciata dei Bonacolsi (1328). Lo stemma rappresenta i colori politici dei ghibellini e le fasce simboleggiano le bende con le quali si incoronavano i re. Fasciato d'oro e di nero. Lo storico Giuseppe Gerola, in uno studio del 1916, sostiene che la variante più antica dello stemma gonzaghesco contemplasse il fasciato di bianco e di nero anziché fasciato d'oro (giallo) e di nero. Nell'appartamento della Guastalla a Palazzo Ducale (Mantova) infatti compariva uno scudo con l'arma dei Gonzaga fasciato di bianco e di nero. Anche nel celebre dipinto del 1494 Cacciata dei Bonacolsi di Domenico Morone le fasce sugli scudi dei vincitori appaiono più bianche che gialle. |
|                           | 1389 - 1391                   | Stemma di Francesco I, IV capitano del popolo di Mantova durante la sua unione (1382-1391) con Agnese Visconti. Compare nello stemma il biscione visconteo assieme allo scudo gonzaghesco. Inquartato: nel primo e nel quarto d'argento, alla biscia ondeggiante in palo d'azzurro, coronata d'oro, ingollante per metà un putto ignudo, di carnagione (dei Visconti); nel secondo e nel terzo fasciato d'oro e di nero (di Gonzaga antico). |
|                           | a partire dal 1394            | Stemma di Francesco I Gonzaga, capitano del popolo di Mantova con la concessione, ottenuta nel 1394 dall'imperatore Venceslao di Lussemburgo, di portare nelle armi il leone di Boemia. Inquartato: nel primo e nel quarto di rosso al leone dalla coda doppia d'argento, armato e lampassato d'oro, coronato e collarinato dello stesso (del Regno di Boemia); nel secondo e nel terzo fasciato d'oro e di nero (di Gonzaga antico). |
|                           | a partire dal 1433            | Stemma di Gianfrancesco Gonzaga, I marchese di Mantova al momento della sua elevazione al rango di marchese da parte dell'imperatore Sigismondo di Lussemburgo, nel 1433. Compaiono per la prima volta nello stemma le aquile imperiali a "volo abbassato" e la croce patente rossa, simbolo dal XII secolo del comune di Mantova o dei Cavalieri templari. D'argento, alla croce patente di rosso accantonata da quattro aquile di nero dal volo abbassato [imbeccate e membrate di rosso]; sul tutto, uno scudo inquartato: nel primo e nel quarto di rosso al leone dalla coda doppia d'argento, armato e lampassato d'oro, coronato e collarinato dello stesso (del Regno di Boemia); nel secondo e nel terzo fasciato d'oro e di nero (di Gonzaga antico) |
|                           | 1510 - 1519                   | Stemma di Francesco II Gonzaga, IV marchese di Mantova al momento della sua nomina, nel 1510, al rango di gonfaloniere della Chiesa. D'argento, alla croce patente di rosso accantonata da quattro aquile di nero dal volo abbassato, al palo attraversante di rosso, all'ombrellone a gheroni di rosso e d'oro, cimato da un globo crocifero d'oro, l'asta a forma di lancia attraversata da due chiavi decussate con gli ingegni posti verso l'esterno e verso l'alto, una d'oro e una d'argento, legate di rosso (del Gonfalone pontificio, o Basilica) |
|                           | 1510 - 1519                   | Variante del precedente con l'inquartato Boemia-Gonzaga attraversante sul tutto. D'argento, alla croce patente di rosso accantonata da quattro aquile di nero dal volo abbassato, al palo attraversante di rosso, all'ombrellone a gheroni di rosso e d'oro, cimato da un globo crocifero d'oro, l'asta a forma di lancia attraversata da due chiavi decussate con gli ingegni posti verso l'esterno e verso l'alto, una d'oro e una d'argento, legate di rosso (del Gonfalone pontificio, o Basilica). Sul tutto inquartato: nel primo e nel quarto di rosso al leone dalla coda doppia d'argento, armato e lampassato d'oro, coronato e collarinato dello stesso (del Regno di Boemia); nel secondo e nel terzo fasciato d'oro e di nero (di Gonzaga antico). |
| Dettaglio dello scudetto: | a partire dal 1575            | Nel 1575 Guglielmo Gonzaga, III duca di Mantova, ottiene dall'imperatore Massimiliano II l'innalzamento a ducato del marchesato del Monferrato ereditato da sua madre Margherita Paleologa. Le aquile non hanno più il "volo abbassato" ma diventano "spiegate" ed "affrontate" e lo scudetto rappresenta le armi della famiglia Paleologo, cioè l'Impero Romano d'Oriente, Gerusalemme, regno di Aragona, Monferrato, Sassonia, Bar e Bisanzio. D'argento, alla croce patente di rosso accantonate da quattro aquile affrontate e spiegate di nero. Sul tutto partito di due e troncato di due, che dà nove quarti: nel 1º di rosso all'aquila bicipite spiegata d'oro, bicoronata dello stesso (dell'Impero Romano d'Oriente); nel 2º di rosso al leone dalla coda doppia d'argento, armato e lampassato d'oro, coronato e collarinato dello stesso (del Regno di Boemia); nel 3º fasciato d'oro e di nero (di Gonzaga antico); nel 4º d'argento alla croce potenziata d'oro accantonata da quattro crocette dello stesso (del Regno di Gerusalemme); nel 5º quattro pali rossi su sfondo oro (del Regno d'Aragona); nel 6º d'argento al capo di rosso (del Ducato di Monferrato); nel 7º fasciato d'oro e di nero di dieci pezzi al crancelino di verde attraversante (di Sassonia); nell'8º d'azzurro seminato di crocette ricrocettate e fitte d'oro a due barbi addossati dello stesso (di Bar); nel 9º di rosso alla croce d'oro accantonata da quattro B greche dello stesso, addossate due a due (di Costantinopoli).                                          |
|                           | a partire dal 1588            | Nel 1588 Vincenzo I Gonzaga, IV duca di Mantova, come nipote di Ferdinando I d'Asburgo, ottiene il diritto di aggiungere le armi d'Austria al suo stemma. Lo stemma è timbrato da una corona da arciduca, un cerchio d'oro a otto punte (di cui cinque visibili) con un tocco di velluto scarlatto foderato d'armellino, chiuso da un unico arco e sormontato da un globo crucifero d'oro. D'argento, alla croce patente di rosso accantonate da quattro aquile affrontate e spiegate di nero. Sul tutto partito di due e troncato di due, che dà nove quarti: nel 1º di rosso all'aquila bicipite spiegata d'oro, bicoronata dello stesso (dell'Impero Romano d'Oriente); nel 2º di rosso al leone dalla coda doppia d'argento, armato e lampassato d'oro, coronato e collarinato dello stesso (del Regno di Boemia); nel 3º fasciato d'oro e di nero (di Gonzaga antico); nel 4º d'argento alla croce potenziata d'oro accantonata da quattro crocette dello stesso (del Regno di Gerusalemme); nel 5º quattro pali rossi su sfondo oro (del Regno d'Aragona); nel 6º d'argento al capo di rosso (del Ducato di Monferrato); nel 7º fasciato d'oro e di nero di dieci pezzi al crancelino di verde attraversante (di Sassonia); nell'8º d'azzurro seminato di crocette ricrocettate e fitte d'oro a due barbi addossati dello stesso (di Bar); nel 9º di rosso alla croce d'oro accantonata da quattro B greche dello stesso, addossate due a due (di Costantinopoli). Nel punto d'onore di rosso alla fascia d'argento (d'Austria) timbrato dalla corona arciducale. |

### Imprese

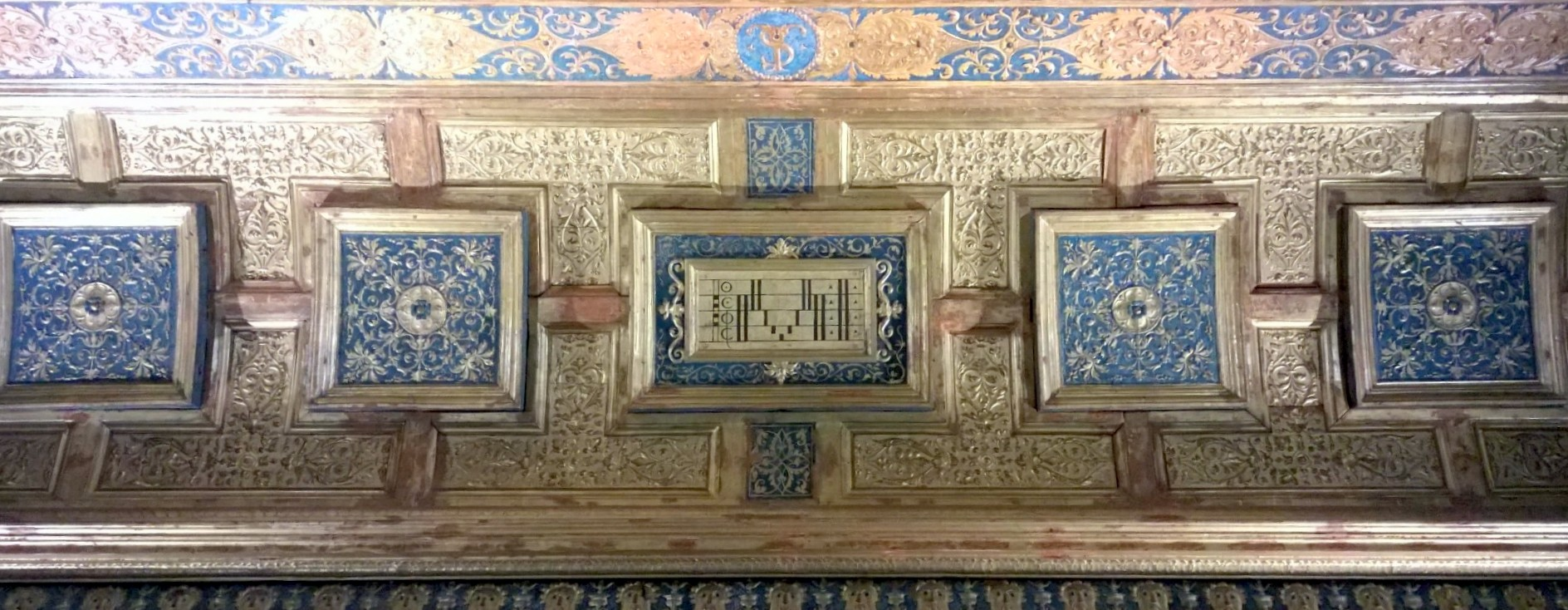
Mantova, Palazzo Ducale, studiolo di Isabella d'Este, impresa del pentagramma (al centro)

Molti importanti esponenti della casata utilizzarono le imprese come emblemi personali. Uno dei più antichi e misteriosi, scelto da Gianfrancesco Gonzaga, fu quello della calendula (o della margherita), seguito da quello della tortora, col motto Vrai amour ne se change, entrambe riprese anche da Ludovico III. Così pure il sole raggiato, accompagnato anche dal motto Per un dexir e lo scoglio con diamante, accompagnato dal motto AMUMOK, appartenne al secondo marchese di Mantova. Francesco II adottò l'impresa della museruola, col motto Cautius. Francesco II adottò il crogiolo, presente anche in molte volte della sua residenza di città di palazzo San Sebastiano. Isabella d'Este fece uso del pentagramma, presente in un soffitto del suo studiolo, del numero romano XXVII, dell'impresa Alfa e Omega, dell'impresa del candelabro e della frase latina Nec spe nec metu. Federico II Gonzaga, primo duca di Mantova, predilesse la salamandra, accompagnata dal motto Quod huic deest me torquet, che campeggia in molti affreschi di Palazzo Te e l'impresa del monte Olimpo, col motto FIDES. Vincenzo I adottò una mezzaluna sormontata dal motto SIC, che starebbe a significare Sic illustrior crescam, oppure Sanguis Iesu Christi.

### Gonzaga-Nevers
| Stemma | Periodo            | Blasonatura |
| ------ | ------------------ | --- |
|        | a partire dal 1565 | Nel 1565, in Francia, Ludovico Gonzaga-Nevers e Enrichetta di Clèves (1542-1601) si uniscono in matrimonio, dando origine al ramo cadetto detto Gonzaga-Nevers. Lo stemma che unisce le armi delle famiglie Gonzaga e Clèves è posteriore al 1575 (anno in cui è ereditato il Monferrato) e testimonia la posizione di cadetto di Luigi IV con la brisura che sarà mantenuta fino al 1627. Da notare l'inversione dei quarti nello scudetto attraversante sul primo quarto: la brisura, in banda, attraversa le armi della famiglia Gonzaga. Lo scudo timbrato d'Austria è scomparso, in quanto Luigi IV appartiene a un ramo collaterale. Inquartato: nel 1º d'argento, alla croce patente di rosso accantonata da quattro aquile affrontate e spiegate di nero; sul tutto, inquartato: nel primo e nel quarto fasciato d'oro e di nero, attraversato da un bastone dell'ultimo in sbarra (di Gonzaga antico); nel secondo e nel terzo di rosso al leone dalla coda doppia d'argento, armato e lampassato d'oro, coronato e collarinato dello stesso (del Regno di Boemia); nel 2º d'Alençon; nel 3º di Borgogna; nel 4º di Clèves caricato in cuore di La Marck; sul tutto d'Albret d'Orval.                                                                                                 |
|        | a partire dal 1627 | Stemma di Carlo I di Gonzaga-Nevers, VIII duca di Mantova che succedette, nel 1627, al duca Vincenzo II Gonzaga di Mantova, ultimo rappresentante del ramo principale. Lo stemma non testimonia più la condizione di cadetto del ramo di Nevers. Inquartato: nel I e nel IV di Gonzaga di Mantova [come stemma del Monferrato]; nel II e nel III troncato, il primo partito di tre, il secondo di due, che dà sette quarti: nel 1º di rosso alla ruota di otto raggi gigliati d'oro con uno scudetto d'argento in cuore broccante (di Clèves); nel 2º d'oro alla fascia scaccata d'argento e di rosso di tre file, 8,8,8 (di La Marck); nel 3º d'azzurro seminato di gigli d'oro al lambello di rosso castellato di nove pezzi d'oro (d'Artois); nel 4º di nero al leone d'oro armato e lampassato di rosso (di Brabante); nel 5º d'azzurro seminato di gigli d'oro alla bordura composta d'argento e di rosso (di Borgogna moderno); nel 6º di rosso a tre rastri d'oro posti 2, 1 (di Rethel); nel 7º inquartato: nel primo e nel quarto d'azzurro a tre gigli d'oro posti 2, 1, nel secondo e nel terzo di rosso alla bordura spinata d'argento (d'Albret d'Orval); sul tutto d'azzurro a tre gigli d'oro posti 2, 1, alla bordura di rosso caricata di otto bisanti d'argento (d'Alençon). |

## Rami cadetti
I Gonzaga nella loro storia non fecero mai uso della brisura nel loro stemma. Pertanto nemmeno per i numerosi rami cadetti esiste un'arma specifica, eccezion fatta per Vespasiano Gonzaga che utilizzò un proprio stemma, non brisato. Essi utilizzarono pertanto lo stemma adottato dai duchi di Mantova e del Monferrato nel XVI secolo, che così si blasona: D'argento, alla croce patente di rosso accantonata da quattro aquile di nero dal volo abbassato; sul tutto, inquartato: nel primo e nel quarto di rosso al leone dalla coda doppia d'argento, armato e lampassato d'oro, coronato e collarinato dello stesso; nel secondo e nel terzo fasciato d'oro e di nero.

### Gonzaga di Guastalla
| Stemma | Periodo     | Blasonatura |
| ------ | ----------- | --- |
|        | 1575 - 1630 | Stemma di Ferrante II Gonzaga, duca sovrano di Guastalla e principe di Molfetta. Inquartato: nel 1° di rosso, al leone dalla coda doppia d'argento, armato e lampassato d'oro, coronato e collarinato dello stesso (del Regno di Boemia); nel 2° fasciato d'oro e di nero (di Gonzaga antico); nel 3° controinquartato: nel primo di rosso, seminato di fiammelle d'oro al liocorno d'argento, accollato di una corona antica d'oro annodata con una sciarpa d'argento svolazzante; nel secondo di rosso, alla corona antica d'oro, posta in sbarra; nel terzo fasciato di rosso e di verde, alla cotissa in banda d'argento attraversante (dei Borromeo); nel quarto bandato d'azzurro innestato d'argento e di verde (dei Vitaliani); nel 4° controinquartato: nel primo e nel quarto di rosso, al sole d'argento (dei Del Balzo); nel secondo e nel terzo d'oro, al corno da caccia d'azzurro, guarnito e imboccato di rosso (d'Orange); sul tutto d'argento, dall'aquila spiegata di nero, rostrata e lampassata di rosso (di Sicilia-Hohenstaufen). |

### Gonzaga di Novellara e Bagnolo
| Stemma | Periodo     | Blasonatura |
| ------ | ----------- | --- |
|        | 1650 - 1678 | Stemma di Alfonso II Gonzaga, conte sovrano di Novellara e Bagnolo. D'argento, alla croce patente di rosso accantonata da quattro aquile di nero dal volo spiegato e coronate d'oro; sul tutto, partito: nel primo fasciato d'oro e di nero; nel secondo fasciato di nero e d'oro. |

### Gonzaga di Sabbioneta e Bozzolo
| Stemma | Periodo     | Blasonatura |
| ------ | ----------- | --- |
|        | 1577 - 1637 | Stemma di Vespasiano I Gonzaga, duca di Sabbioneta. Troncato: nel primo d'oro all'aquila bicipite spiegata di nero e linguata di rosso; nel secondo d'azzurro alla scritta LIBERTAS in lettere d'oro posta in banda. Appoggiato sullo scudo il berrettone d'ermellino. |

| Stemma | Periodo     | Blasonatura |
| ------ | ----------- | --- |
|        | 1593 - 1609 | Stemma di Giulio Cesare Gonzaga, principe di Bozzolo. D'argento, alla croce patente di rosso accantonata da quattro aquile spiegate di nero, linguate di rosso, affrontate e coronate d'oro; sul tutto, in cornice d'oro, uno scudo di rosso ad una stella d'argento radiata di 16 raggi (dei Del Balzo). Lo scudo è accollato a dieci bandiere d'alleanza a due punte ravvolte, inastate su lance con cordelliere e due fiocchi d'oro, bordate di porpora che incorniciano i seguenti stemmi. La prima: d'argento all'aquila spiegata di nero, linguata di rosso, volta alla destra e coronata d'oro; la seconda: di rosso al leone d'argento dalla coda bipartita, armato e lampassato d'oro, coronato e collarinato dello stesso (del Regno di Boemia); la terza: fasciato d'oro e di nero (di Gonzaga antico); la quarta: all'aquila anzidetta; la quinta: di rosso alla stella d'argento radiata di 16 raggi (dei Del Balzo); la sesta: all'aquila anzidetta; la settima: d'argento alla croce patente di rosso (dei Gonzaga); l'ottava: di rosso al leone anzidetto; la nona: all'aquila anzidetta; la decima: fasciata d'oro e di nero. Il tutto sormontato da una corona gemmata d'oro ed otto fioroni in giro. |

## Duca di Solferino
| Stemma | Periodo            | Blasonatura |
| ------ | ------------------ | --- |
|        | a partire dal 1717 | Stemma del Duca di Solferino utilizzato per la prima volta da Francesco Gonzaga nel 1717, per concessione del re di Spagna Filippo V. Compare lo stemma dei Gonzaga sormontato dalla corona ducale. |

## Altre famiglie Gonzaga

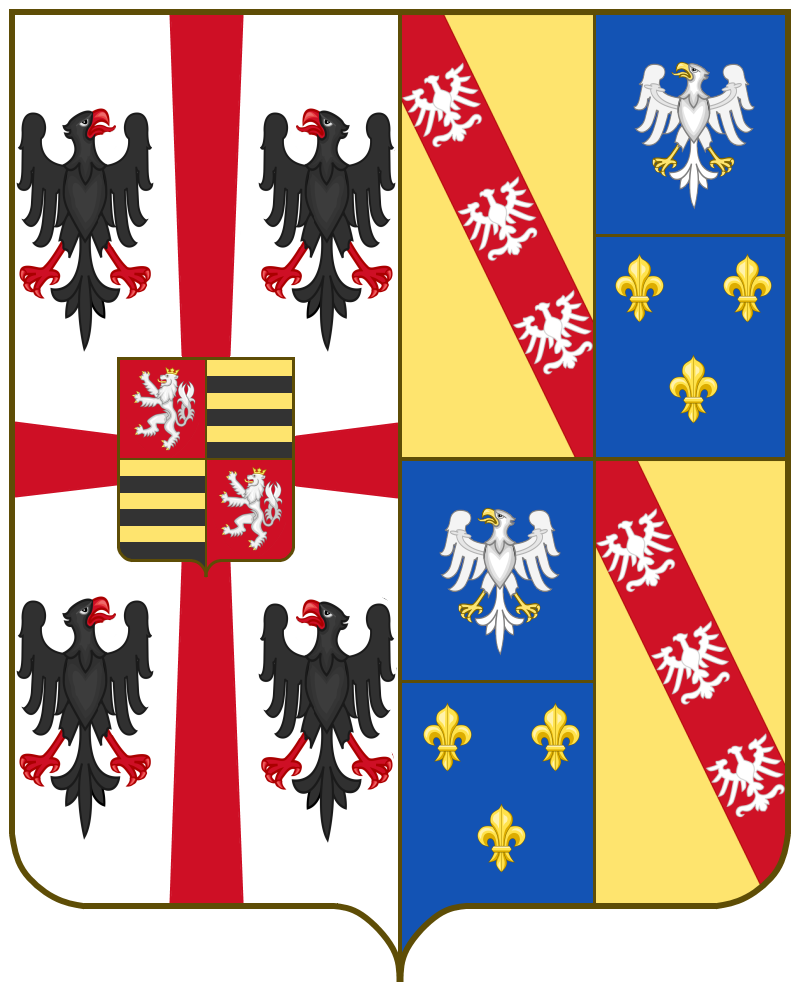
Stemma di Carlo II di Gonzaga-Nevers come duca di Mayenne
Stemma dei Guerrieri Gonzaga
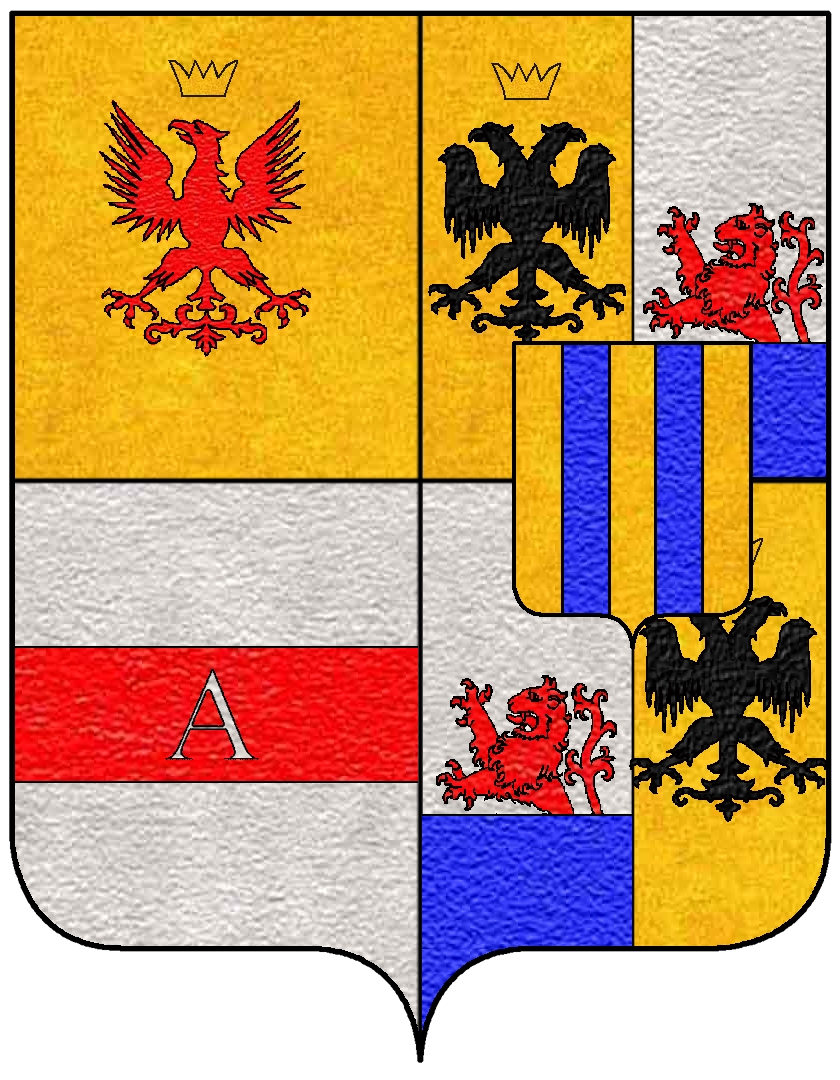
Stemma degli Arrivabene Valenti Gonzaga
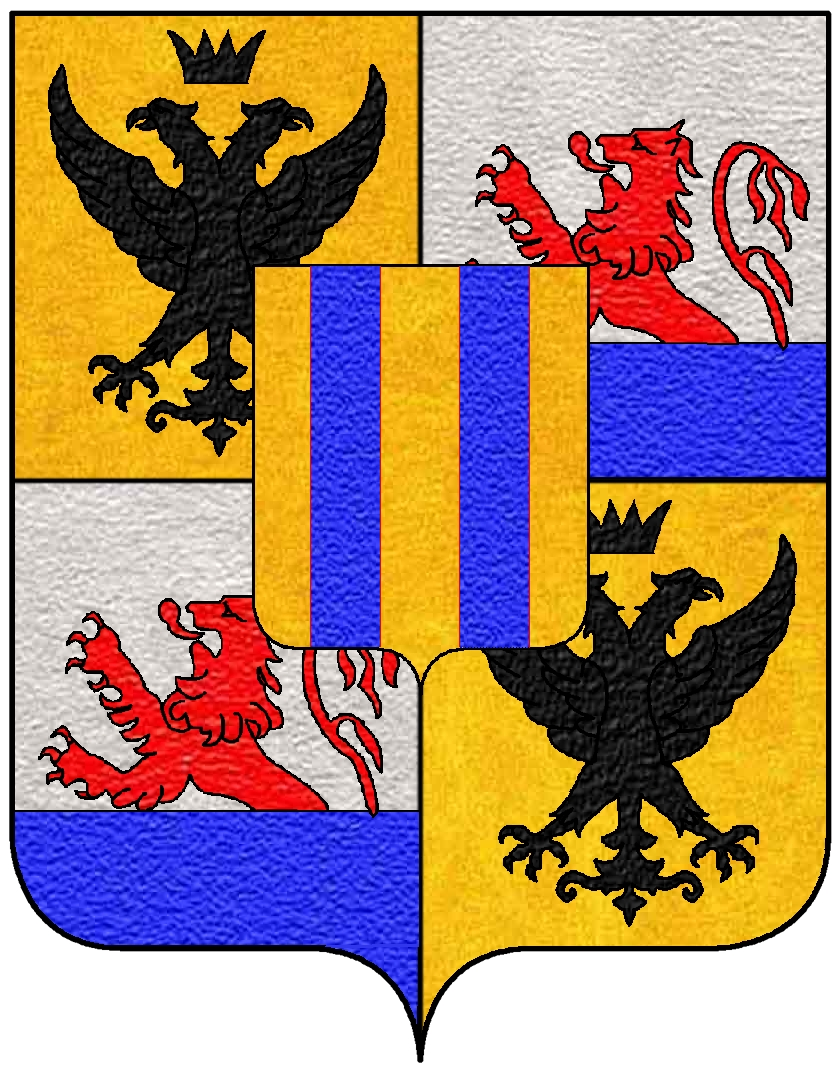
Stemma dei Valenti Gonzaga
Stemma dei Nembrini Gonzaga
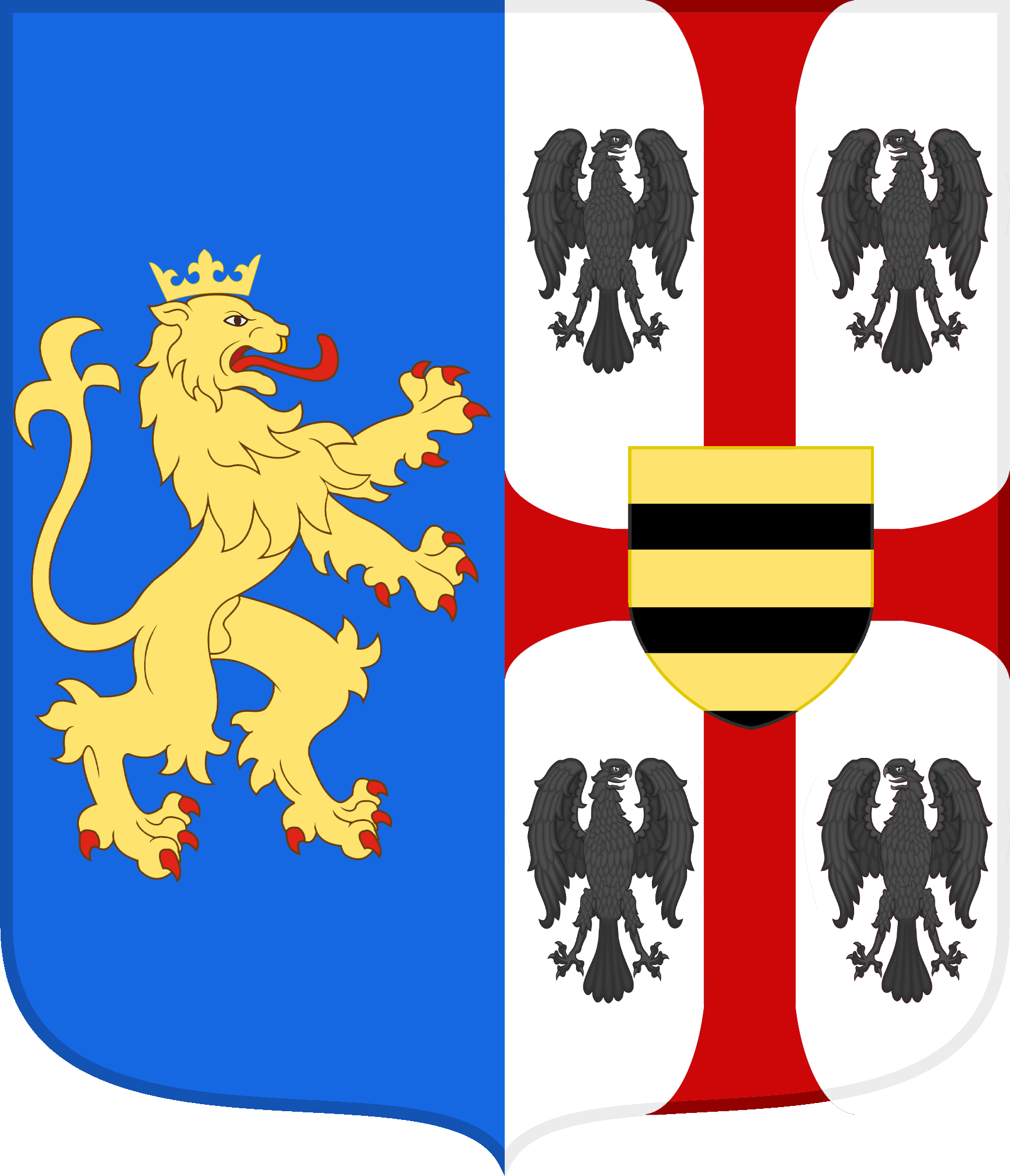
Stemma dei Catalano Gonzaga
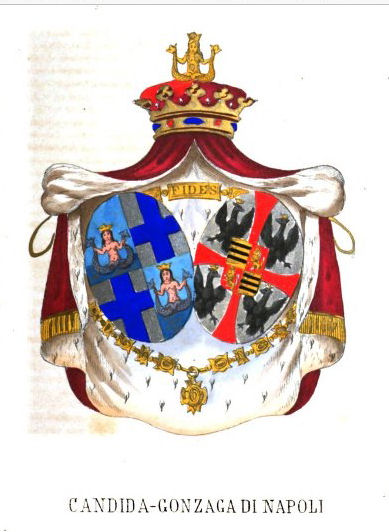
Stemma Candida-Gonzaga
Stemma Gonzaga Myszkowscy